# Host Club (manga)
 (janvier 2010).
Si vous disposez d'ouvrages ou d'articles de référence ou si vous connaissez des sites web de qualité traitant du thème abordé ici, merci de compléter l'article en donnant les références utiles à sa vérifiabilité et en les liant à la section « Notes et références ».
Host Club : Le lycée de la séduction (桜蘭高校ホスト部, Ōran Kōkō Hosuto Kurabu) (titre anglais Ouran High School Host Club) est un manga de Bisco Hatori. Il a été prépublié dans le magazine LaLa de l'éditeur Hakusensha entre septembre 2002 et novembre 2010, et a été compilé en un total de dix-huit volumes. La version française est éditée en intégralité par Panini.
Il a été adapté en anime, série live et film live.

## Synopsis
Haruhi Fujioka, « prolétaire » mais dont les résultats scolaires lui permettent d'être boursier dans un lycée privé de haut standing : Ōran Gakuen, le lycée cerisiers et orchidées.
Un jour, alors qu’il est à la recherche d’un endroit calme pour étudier, il décide de franchir la porte de la salle de musique no 3. Derrière, le « cercle d’hôtes » du lycée, se trouve un groupe de six jeunes garçons qui vendent leur beauté et procurent du rêve aux étudiantes riches et oisives.
Cherchant à s’en échapper, Haruhi brise malencontreusement un vase d’une valeur de 8 millions de yens (environ 70 000 €). Pour rembourser sa dette, il est obligé d’entrer comme « esclave » puis membre de ce club hors du commun…
Or, il se trouve que Haruhi Fujioka est une fille…

## Personnages

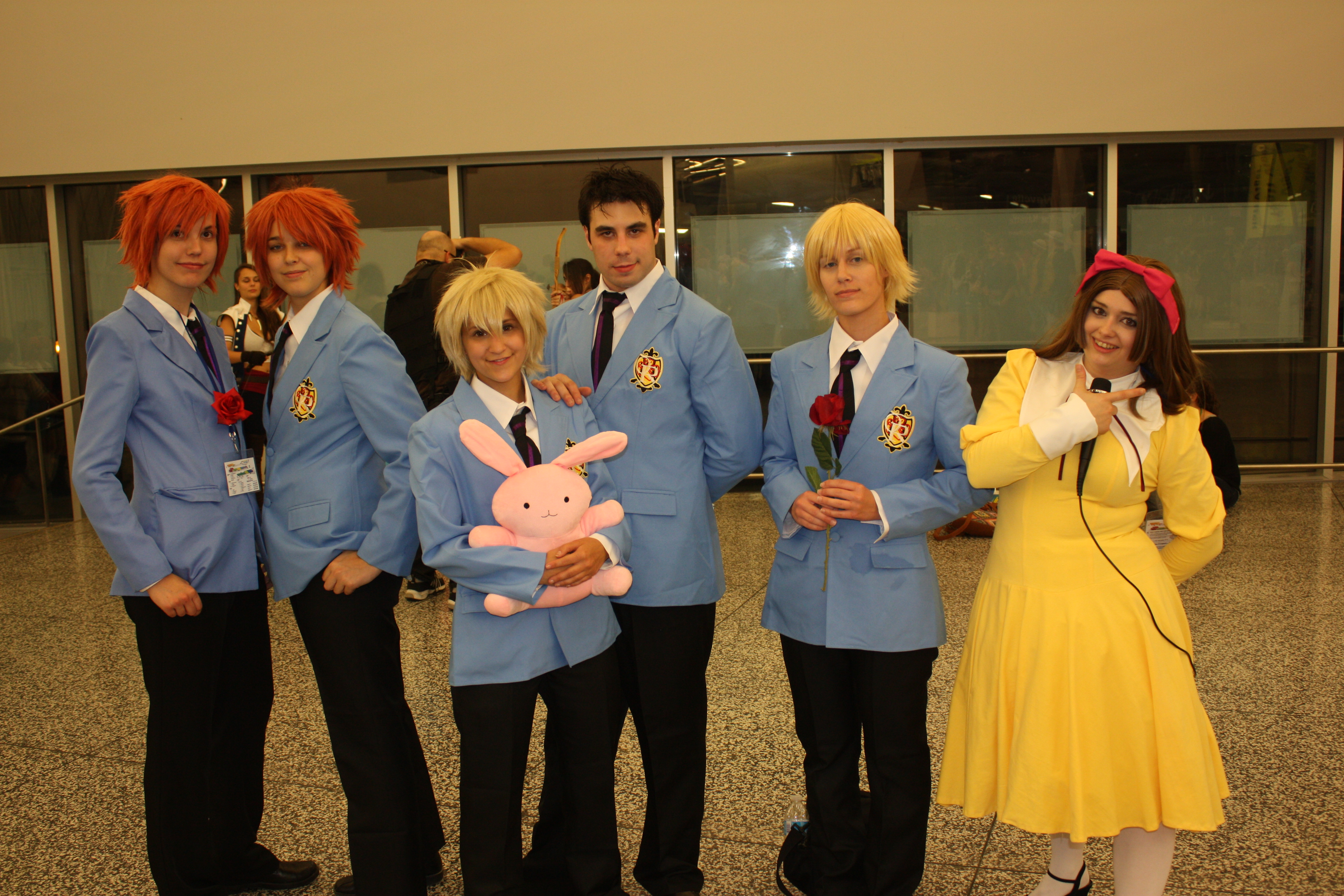
Cosplay de Host Club

Haruhi Fujioka
Haruhi est une personne assez peu commune…
Elle ne s'inquiète pas de ses cheveux de garçon, se moque de la mode, ne fait que peu de cas de son apparence… Elle se moque totalement de ce que les autres pensent, ne porte que peu d'intérêt à l’argent, et le fait que son père travaille comme travesti lui est totalement égal… Et elle ne s’inquiète même pas du Host Club.
Mais après avoir cassé un vase valant 8 millions de yens (environ 70 000 euros), elle est dans l’obligation de rejoindre le club tout d'abord en tant qu'homme à tout faire puis en tant qu'hôte ; et au fil des épisodes, elle se lie d’amitié avec les membres, même si leur comportement de riches la dérange parfois. En effet, elle est de condition modeste, et elle a rejoint l’académie Ōran (le lycée Cerisier & Orchidée en français) exceptionnellement grâce à une bourse, attribuée pour ses résultats scolaires excellents (sauf en arts plastiques et en sport). On sait aussi d’elle qu’elle a perdu sa mère, emportée par une maladie. Son rêve est de devenir avocate, comme elle. Son père, quant à lui, est un travesti professionnel depuis la mort de sa femme, encore une touche d'humour du mangaka puisque le père de Haruhi ne peut point donner de leçon pour sa fille qui se déguise en hôte.
Elle a tout de même quelques points faibles : elle adore l'ootoro, un sushi de luxe (la partie grasse du thon rouge) particularité qui permet à Tamaki de la manipuler un peu.
De plus, elle a peur de la foudre et dès qu'elle l'entend, elle se cache sous la table, dans le placard ou n'importe où qui puisse faire l'affaire. Comme elle est seule chez elle puisque son père est au travail, elle doit se débrouiller.
Cette jeune fille n'est pas comme les autres, elle doit faire les courses et travaux ménagers elle-même depuis que sa mère est morte, c'est-à-dire depuis qu'elle a 4 ans, c'est d'ailleurs pour cela qu'elle a un caractère assez mature pour son âge.
Son anniversaire est le 4 février.
Dans le manga, à la suite d'un baiser sur le front de Tamaki, elle se rend peu à peu compte qu'elle en tombe amoureuse (et que ce sentiment était sous-jacent depuis longtemps).
Tamaki Suō
Il est le président du Host club (bien que ce soit Kyōya qui s'occupe de tout, dans l'ombre).
La plupart des personnes l’appellent « King », il est riche, beau gosse, beau parleur et sait en user et en abuser. Toutes les femmes sont éperdument amoureuses de lui.
Il est à l’origine de la création du Club, et c’était d’ailleurs son idée de faire entrer Haruhi au Host club. Pour des raisons inconnues il se considère comme « le père » du club et Kyōya en serait « la mère » (Kyōya n'en connait d’ailleurs pas la raison).
Une grande question qui pose au sujet de Tamaki : est il incroyablement intelligent et joue-il un rôle ou est-il extrêmement stupide?
Il arrive aussi qu'il ait des crises de jalousie (il boude souvent) lorsque des personnes se montrent trop proches d'Haruhi et l'on peut se demander s'il n'aurait pas des sentiments pour elle… Il est obsédé à l'idée de la protéger en tant que son "père".
Les deux jumeaux ne l'appellent pas "King" mais "Baron" ou "Sire" dans l'animé.
Tamaki est métis Japonais et Français, son père est le directeur du lycée Ōran et l'on sait que très peu de chose sur sa mère.
On apprend dans le tome 6 qu'il est en réalité le fils illégitime de son père (déjà marié à l'époque) avec une aristocrate française. Il a donc alors voulu divorcer de sa femme actuelle et faire venir la femme qu'il aimait et son fils au Japon. Cependant, la grand-mère de Tamaki, la véritable chef de famille s'y est farouchement opposée. Tamaki est donc resté en France jusqu’à ses 14 ans, jusqu’à ce que sa famille française (les De Grantaine) fassent de mauvais placements et perdent beaucoup d'argent. Comme la mère de Tamaki a une santé fragile, et risque de mourir si elle se retrouve à la rue, la grand-mère de ce dernier propose un marché : si Tamaki vient au Japon, elle offrira une compensation financière aux De Grantaine. Cependant, Tamaki a l'interdiction de revoir sa famille. Il décide de son plein gré d’obéir, mais laissant à tous l'impression que sa propre mère l'a vendu.
Dans le tome 12, lors du voyage en France de Kyoya Ootori, on fait la connaissance avec la mère de Tamaki. Elle est en bonne santé et reçoit, contrairement à ce que l'on croyait, régulièrement des nouvelles de Tamaki. Elle a fait le choix de ne pas le contacter car elle fait confiance au père de Tamaki.
Malgré les "provocations" des jumeaux pour que Tamaki prenne conscience de ses sentiments pour Haruhi, Tamaki n'en prend conscience que très tardivement (dans le dernier tome paru). En fait, celui-ci voulait préserver sa "famille" (c'est-à-dire les membres du club) et craignait que si un des membres du groupe sort avec Haruhi, cela créerait des tensions ; et donc il n'a jusque-là jamais voulu s'avouer qu'il l'aimait.
Kyōya Ootori
Ootori Kyōya est le cerveau du Host Club, il est cool et à la fois manipulateur, doté d'un esprit démoniaque, totalement calculateur. Même s'il est très riche (sa famille possède une milice privée), il trouve toujours une façon de faire du profit, et de réaliser des bénéfices. Il se complait à rappeler à Haruhi le vase de 8 millions de yens qu'elle a cassé. Il est extrêmement vif d’esprit, et rien ne semble le perturber, il connait également tout sur la vie des autres membres, surtout sur celle de Haruhi (Il se renseigne régulièrement auprès du père de celle-ci). Il est le troisième fils de sa famille et son père est très exigeant. En plus de ses deux frères, il a une sœur, Fuyumi. Kyōya est toujours intéressé par les dilemmes qui touchent les autres membres et se pose toujours en arrière avec un sourire, surtout s’il en est la cause. Les autres membres du Club l'appellent aussi le « Seigneur des Deux de Tension » car il est d'humeur massacrante lorsqu'il se lève le matin. Son anniversaire est le vingt-deux novembre.
Mitsukuni Haninozuka
Haninozuka, dit Honey(ou Hani), est le membre le plus âgé du Host Club.
Il aime les sucreries, les choses mignonnes, les gâteaux ainsi que les autres membres du club.
Il possède également un lapin en peluche, qu’il appelle Usa-chan ou Lapinou dans le livre. Bref, un véritable enfant! Il organise même des "Special Cake Night" des soirées nocturnes où il mange avec son lapin une bonne dizaine d'énormes gâteaux et de pièces montées (ce qui fait dire à son petit frère qu'il est un extraterrestre). Honey est également tout petit de taille (1,55 m) et très mignon… même s'il a 17 ans : il est le plus âgé des Hôtes. Il est très demandé par les clientes féminines pour sa douceur. Mori est son cousin et les deux personnages ont des relations très étroites.
Accessoirement, Honey-sempai est un champion à divers arts martiaux et est capable de tenir tête à une petite armée à lui seul. Il a rejoint le club afin de suivre sa propre voie dans la vie (son rôle d'hériter du dōjō familial l'empêchait de manger des gâteaux et d'aimer les choses mignonnes). Son frère lui en veut énormément de ce comportement estimant qu'ayant renoncé au Dôjô il ne méritait pas de porter le nom d'Haninozuka et afin de prouver qu'il est meilleur que lui, et donc digne de succéder dans le Dôjô, il le provoque régulièrement en duel.
Malgré son excessive douceur, il devient un véritable démon lorsqu'il est mal réveillé. Le club (en particulier les jumeaux et Tamaki) l'ont surnommé « Black Honey » ou « le Sauvage des Deux de Tension ».
Takashi Morinozuka
Il a pour surnom Mori-kun. Il est dans la même classe que Honey, en terminale. C’est une personne posée, tranquille et assez mystérieuse. Il est le cousin d’Honey et accessoirement son « protecteur ». Honey est aussi son « love item ».
C'est un champion international de kendo, mais il n'utilise ses compétences que pour protéger ceux qui lui sont chers. Son jeune frère, qui veille sur le frère de Honey, le vénère et le qualifie de « dernier samouraï du Japon ». De plus, il affectionne les animaux. À l'inverse d'Hani, il peut se lever tôt, mais ne supporte pas le manque de sommeil, qui le fait agir étrangement, il parle alors beaucoup, et se montre plutôt dragueur. C'est le personnage le moins bavard de l'histoire, et assez peu développé ; finalement, on sait peu de choses sur lui…
Hikaru et Kaoru Hitachiin
Hikaru et Kaoru sont les jumeaux du Club D'hôtes. Ce sont les « fauteurs de trouble » de l'anime, et n'hésitent pas à jouer des tours aux autres afin de se divertir. Pour plaire à leurs clientes, ils utilisent un sujet souvent tabou : « L'amour » entre jumeaux. Leur tendance yaoi plaît beaucoup aux jeunes clientes fans de moe qui viennent au club.
Ils adorent énerver Tamaki, « Le Sire », en collant Haruhi et en lui rappelant sans cesse qu'ils sont dans sa classe, seulement pour avoir la joie de le voir enragé de jalousie.
Leur jeu préféré est "Qui est Hikaru ?" Les clientes et les membres du club ne trouvent jamais qui est qui, et si une d'elles trouve (souvent grâce au hasard), ils disent qu'elles ont perdu, car ils savent qu'elles ne sont pas sûres de leur choix. Seule Haruhi arrive à différencier Hikaru de Kaoru. Ils ont d'ailleurs de l'estime envers elle car elle est la seule à réellement savoir qui est qui.
Ils sont en réalité tous les 2 amoureux de Haruhi, Kaoru est d'ailleurs le 1er à lui faire sa déclaration mais s'effacera pour laisser la place à Hikaru !
Hikaru fera lui aussi sa déclaration à Hahuri, après avoir parlé de ses sentiments à Tamaki (pour lui faire prendre conscience que lui aussi a des sentiments pour elle), et lui demanda de sortir avec lui mais celle-ci refusa car elle préfère rester son amie.
Par la suite Hikaru décidera, après que Kaoru ait fait sa déclaration à Haruhi et qu'il ait finalement renoncé à elle pour laisser la place à son frère car il pensait qu'il aimait plus Hikaru qu'elle. Ils se teignirent les cheveux afin que tout le monde puisse les distinguer mais surtout afin qu'ils puissent mener une vie indépendante, mais tout en restant unis.
Ce qui les différencie :
- Hikaru a une voix grave et met sa raie à droite et sa mèche à gauche alors que Kaoru a une voix plus aigüe et se coiffe à l'inverse (raie à gauche, mèche à droite).
- Hikaru est plus "méchant" que Kaoru, c'est souvent lui qui a les idées des jeux que seul eux-deux trouvent drôles. Ils sont souvent destinés à énerver les autres.
- Kaoru est plus attentionné, plus gentil que son frère.
- Hikaru a plus de mal à contrôler ses sentiments et à s'ouvrir aux autres.

Hoshakuji Renge
Cette jeune fille vient de France, venue faire ses études au Japon. Fan de Jeux Vidéo et de cosplay, c'est une véritable Otaku. Elle identifiera Kyōya, qui ressemble au héros de son jeu préféré, Uki Doki Memorial, comme son fiancé. Elle s'auto-déclare aussi Manager du Cercle d'hôtes. Bien qu'elle n'apparaisse pas beaucoup, c'est un personnage important. Elle aime "étiqueter" les gens.Elle apparaît brusquement lors des événements importants pour donner son opinion.
Kasanoda Ritsu
Élève au lycée cerisier et orchidée, en seconde, très timide, complexé par son regard de tueur. Il commence par devenir le disciple de Mori, mais découvre par hasard le secret d'Haruhi. Depuis, à la suite du fait qu'Haruhi l'ait sans s'en rendre compte éconduit, ils ont décidé d'un commun accord d'être amis à vie. Il appartient au cercle de jardinage et réapparait en tant que personnage secondaire.
La plupart des membres du Host Club l'appellent "BossaNova-Kun".

## Manga
- Auteur : Bisco Hatori
- Éditeur japonais : Hakusensha, prépublié dans le magazine LaLa.
- Éditeur français : Génération Comics (Panini)
- Nombre de volumes parus : 18 (série finie)
- Genre : Shōjo, comédie

### Liste des volumes
| no | Japonais         | Japonais          | Français          | Français          |
| no | Date de sortie   | ISBN              | Date de sortie    | ISBN              |
| -- | ---------------- | ----------------- | ----------------- | ----------------- |
| 1  | 5 août 2003      | 978-4-592-17448-6 | 24 février 2006   | 978-2-84538-672-3 |
| 2  | 5 novembre 2003  | 978-4-592-17449-3 | 21 mars 2006      | 978-2-84538-721-8 |
| 3  | 5 mars 2004      | 978-4-592-18081-4 | 29 mai 2006       | 978-2-84538-757-7 |
| 4  | 5 août 2004      | 978-4-592-18082-1 | 24 juillet 2006   | 978-2-84538-789-8 |
| 5  | 5 janvier 2005   | 978-4-592-18083-8 | 29 septembre 2006 | 978-2-84538-846-8 |
| 6  | 5 juillet 2005   | 978-4-592-18084-5 | 19 septembre 2006 | 978-2-84538-890-1 |
| 7  | 5 décembre 2005  | 978-4-592-18085-2 | 8 mars 2007       | 978-2-84538-931-1 |
| 8  | 5 avril 2006     | 978-4-592-18086-9 | 14 juin 2007      | 978-2-80940-007-6 |
| 9  | 5 septembre 2006 | 978-4-592-18087-6 | 6 août 2007       | 978-2-80940-058-8 |
| 10 | 5 avril 2007     | 978-4-592-18088-3 | 8 novembre 2007   | 978-2-80940-143-1 |
| 11 | 5 septembre 2007 | 978-4-592-18089-0 | 13 mars 2008      | 978-2-80940-209-4 |
| 12 | 5 avril 2008     | 978-4-592-18090-6 | 27 novembre 2008  | 978-2-80940-326-8 |
| 13 | 5 septembre 2008 | 978-4-592-18713-4 | 20 mai 2009       | 978-2-80940-792-1 |
| 14 | 1er mai 2009     | 978-4-592-18714-1 | 20 janvier 2010   | 978-2-80941-115-7 |
| 15 | 4 septembre 2009 | 978-4-592-18715-8 | 15 septembre 2010 | 978-2-80941-596-4 |
| 16 | 5 avril 2010     | 978-4-592-18716-5 | 12 janvier 2011   | 978-2-80941-735-7 |
| 17 | 3 septembre 2010 | 978-4-592-18717-2 | 15 juin 2011      | 978-2-80941-926-9 |
| 18 | 5 avril 2011     | 978-4-592-18718-9 | 8 février 2012    | 978-2-80942-257-3 |

## Anime
Le manga a été adapté en un anime de 26 épisodes par Bones, diffusé du 5 avril au 26 septembre 2006. Cet anime s'est vu licencié par Kazé.

### Fiche technique
- Nombre d'épisodes : 26
- Durée : 25 minutes
- Première diffusion au Japon : 14 avril 2005, sur Fuji TV
- Réalisateur : Takuya Igarashi
- Auteur : Takuya Igarashi (storyboard)
- Character designer : Kumiko Takahashi
- Studio d'animation : Bones
- Produit par : NTV, Hakusensha, VAP, Bones

### Doublage
- Haruhi Fujioka: Māya Sakamoto
- Tamaki Suō : Mamoru Miyano
- Kyōya Ootori : Masaya Matsukaze
- Takashi Morinozuka : Daisuke Kirii
- Mitsukuni Haninozuka : Ayaka Saito
- Kaoru Hitaichiin : Yoshinori Fujita
- Hikaru Hitaichiin : Kenichi Suzumura

### Musiques
- Opening : Sakura Kiss chanté par Chieko Kawabe
- Ending : Shissō chanté par Last Alliance

## Adaptation en série télévisée
Une série télévisée d'Host Club a été diffusée au Japon sur TBS à partir du 22 juillet 2011.

### Distribution
- Kawaguchi Haruna : Fujioka Haruhi
- Ishii Momoka : Haruhi jeune
- Yamamoto Yusuke : Suou Tamaki
- Daito Shunsuke : Ootori Kyoya
- Nakamura Masaya : Morinozuka Takashi
- Chiba Yudai : Haninozuka Mitsukuni
- Manpei Takagi : Hitachiin Kaoru
- Shinpei Takagi : Hitachiin Hikaru

## Adaptation en film
Un film live a été annoncé pendant un fan meeting le 25 août 2011, dans la continuité du TV drama. Tous les acteurs conserveront leurs rôles. Le film est sorti en mars 2012.

## Particularités
Ōran s'amuse beaucoup avec les codes du shōjo manga et en particulier du yaoi en jouant sur la « place » marketing qu'occupent les différents personnages dans le host club.
En effet lors de la création du club, Tamaki a pensé à tous les idées de ce genre de manga pour recruter ses membres (et ce ensuite soutenu par Kyōya).
On y trouve donc en parodie les différents types de héros de Shōjo manga/anime :
- Tamaki le prince (Ōjisama), qui aimerait d'ailleurs se faire appeler « King », et se fait parfois appeler « Baron » ou « Sire » par les Jumeaux (dono).
- Honey (Haninozuka Mitsukuni) le gamin trop mignon, ou lovely item(loli-shota kei),
- Kyōya le personnage mystérieux, dirige le club dans « l'ombre » (seul Tamaki est persuadé d'être le « boss » du club)
- Mori le brun ténébreux à tendance sauvage, passe tout son temps avec Hani et se rend malade pour rien à cause de ce dernier (auto-punition à cause d'une carie).
- Les frères Hitachiin ( Hitachiin Brothers ) les « hommes espiègles » ou « petits démons » ainsi que les tendances yaoi des clientes mais surtout les jumeaux à tendance incestueuse.
- Quant à Haruhi, elle joue le personnage « naturel », ou même le "bucheur" (le fameux prolétaire).

Autre détail amusant, l'épisode 13 (qui est généralement un épisode de récapitulation marquant la moitié de la saison) est un hommage à Lewis Carroll à peine déguisé…

### Documentation
- Hadrien de Bats, « Host Club », dans Manga 10 000 Images n°3, Versailles : Éditions H, septembre 2010, p. 198-199.